# Unité urbaine de Montbéliard
L'unité urbaine de Montbéliard (appelée Pays de Montbéliard) est une unité urbaine française centrée sur les villes d'Audincourt et de Montbéliard, sous-préfecture du département du Doubs dont elle est la deuxième agglomération. 
Elle fait partie de la catégorie des grandes agglomérations urbaines de la France, c'est-à-dire ayant plus de 100 000 habitants.

## Données générales
Dans le zonage réalisé en 2010 par l'Insee, l'unité urbaine était composée de 21 communes, toutes situées dans le département du Doubs, plus précisément dans l'arrondissement de Montbéliard.
Dans le nouveau zonage réalisé en 2020, elle est composée de 25 communes, dont 22 situées dans le département du Doubs et 3 dans le département du Territoire de Belfort. Quatre nouvelles communes sont intégrées à l'unité urbaine dans sa délimitation de 2020 : Fesches-le-Châtel (dans le Doubs), Bourogne, Méziré et Morvillars (dans le Territoire de Belfort).
En 2022, elle compte 112 487 habitants. Avec ses 108 384 habitants dans le Doubs, elle représente la 2e unité urbaine de ce département, après celle de Besançon qui occupe le premier rang départemental.
Dans la région Bourgogne-Franche-Comté, elle occupe le 3e rang régional, après les unités urbaines de Dijon et de Besançon. Ce sont les trois seules agglomérations de cette région à rassembler plus de 100 000 habitants. Au niveau national, elle se situe au 59e rang.
Sa densité de population, qui s'élève à 675 hab/km2 en 2022, en fait une unité urbaine densément peuplée aussi bien dans le département du Doubs que dans la région Bourgogne-Franche-Comté.
Dans le département du Doubs, par sa superficie (143,71 km2), elle ne représente que 2,75 % du territoire départemental mais, par sa population, elle regroupe 19,75 % de la population de ce département en 2022, soit près du cinquième de la population départementale.

Agglomérations de plus de 100000 habitants en France en 2022.

Le tableau suivant détaille la répartition de l'unité urbaine sur les départements du Doubs et du Territoire deBelfort en 2022 (les pourcentages sont relatifs à chacun des départements) :
| Département           | Communes | Communes (%) | Superficie (km²) | Superficie (%) | Population (2022) | Population (%) |
| --------------------- | -------- | ------------ | ---------------- | -------------- | ----------------- | -------------- |
| Doubs                 | 22       | 3,91         | 143,71           | 2,75           | 108 384           | 19,75          |
| Territoire de Belfort | 3        | 2,97         | 22,89            | 3,76           | 4 103             | 2,93           |

## Composition 2020 de l'unité urbaine
Elle est composée des 25 communes suivantes :
| Nom                        | Code Insee | Département           | Statut       | Superficie (km2) | Population (dernière pop. légale) | Densité (hab./km2) | Modifier                                    |
| -------------------------- | ---------- | --------------------- | ------------ | ---------------- | --------------------------------- | ------------------ | ------------------------------------------- |
| Audincourt                 | 25031      | Doubs                 | ville-centre | 8,76             | 14 009 (2022)                     | 1 599              | modifier les données · modifier les données |
| Montbéliard                | 25388      | Doubs                 | ville-centre | 15,01            | 25 516 (2022)                     | 1 700              | modifier les données · modifier les données |
| Arbouans                   | 25020      | Doubs                 | banlieue     | 1,32             | 891 (2022)                        | 675                | modifier les données · modifier les données |
| Bart                       | 25043      | Doubs                 | banlieue     | 3,84             | 2 015 (2022)                      | 525                | modifier les données · modifier les données |
| Bavans                     | 25048      | Doubs                 | banlieue     | 8,83             | 3 566 (2022)                      | 404                | modifier les données · modifier les données |
| Bethoncourt                | 25057      | Doubs                 | banlieue     | 6,54             | 5 288 (2022)                      | 809                | modifier les données · modifier les données |
| Courcelles-lès-Montbéliard | 25170      | Doubs                 | banlieue     | 2,40             | 1 387 (2022)                      | 578                | modifier les données · modifier les données |
| Étupes                     | 25228      | Doubs                 | banlieue     | 9,87             | 3 711 (2022)                      | 376                | modifier les données · modifier les données |
| Exincourt                  | 25230      | Doubs                 | banlieue     | 3,45             | 3 273 (2022)                      | 949                | modifier les données · modifier les données |
| Fesches-le-Châtel          | 25237      | Doubs                 | banlieue     | 3,46             | 2 147 (2022)                      | 621                | modifier les données · modifier les données |
| Grand-Charmont             | 25284      | Doubs                 | banlieue     | 4,56             | 5 865 (2022)                      | 1 286              | modifier les données · modifier les données |
| Hérimoncourt               | 25304      | Doubs                 | banlieue     | 7,29             | 3 530 (2022)                      | 484                | modifier les données · modifier les données |
| Mandeure                   | 25367      | Doubs                 | banlieue     | 15,13            | 4 672 (2022)                      | 309                | modifier les données · modifier les données |
| Mathay                     | 25370      | Doubs                 | banlieue     | 14,85            | 2 131 (2022)                      | 144                | modifier les données · modifier les données |
| Nommay                     | 25428      | Doubs                 | banlieue     | 3,19             | 1 601 (2022)                      | 502                | modifier les données · modifier les données |
| Sainte-Suzanne             | 25526      | Doubs                 | banlieue     | 1,59             | 1 461 (2022)                      | 919                | modifier les données · modifier les données |
| Seloncourt                 | 25539      | Doubs                 | banlieue     | 7,92             | 5 812 (2022)                      | 734                | modifier les données · modifier les données |
| Sochaux                    | 25547      | Doubs                 | banlieue     | 2,17             | 3 772 (2022)                      | 1 738              | modifier les données · modifier les données |
| Taillecourt                | 25555      | Doubs                 | banlieue     | 1,86             | 1 132 (2022)                      | 609                | modifier les données · modifier les données |
| Valentigney                | 25580      | Doubs                 | banlieue     | 9,74             | 10 624 (2022)                     | 1 091              | modifier les données · modifier les données |
| Vieux-Charmont             | 25614      | Doubs                 | banlieue     | 2,51             | 2 829 (2022)                      | 1 127              | modifier les données · modifier les données |
| Voujeaucourt               | 25632      | Doubs                 | banlieue     | 9,45             | 3 152 (2022)                      | 334                | modifier les données · modifier les données |
| Bourogne                   | 90017      | Territoire de Belfort | banlieue     | 13,71            | 1 737 (2022)                      | 127                | modifier les données · modifier les données |
| Méziré                     | 90069      | Territoire de Belfort | banlieue     | 3,91             | 1 268 (2022)                      | 324                | modifier les données · modifier les données |
| Morvillars                 | 90072      | Territoire de Belfort | banlieue     | 5,27             | 1 098 (2022)                      | 208                | modifier les données · modifier les données |

## Évolution démographique
L'unité urbaine de Montbéliard se caractérise par une évolution démographique contrastée depuis 1968, avec une forte croissance entre 1968 et 1975 et un déclin démographique marqué à partir de 1975.
| 1968    | 1975    | 1982    | 1990    | 1999    | 2006    | 2011    | 2016    | 2022    |
| ------- | ------- | ------- | ------- | ------- | ------- | ------- | ------- | ------- |
| 119 877 | 137 846 | 134 014 | 123 152 | 118 868 | 115 587 | 115 361 | 112 720 | 112 487 |